# Стив Банън
Стив Банън (на английски: Steve Bannon) е американска политическа фигура, политически стратег и бивш инвестиционен банкер. Изпълнява длъжността Главен стратег на Белия дом през първите седем месеца от мандата на американския президент Доналд Тръмп. Сочен е като основен двигател в избирането на Тръмп за президент и последвалите успехи на консервативното движение в САЩ и по-света.
Банън служи във Военноморските сили на САЩ седем години до 1980-а, след което работи в Голдман Сакс като инвестиционен банкер. През 90-те години на 20 век започва работа в Холивуд, като продуцира 18 филма между 1991 и 2016 година. През 2007 година създава Breitbart News – крайно десен новинарски уеб сайт.
След напускането на администрацията на Тръмп, Банън започва обиколки в Европа и други точки на света с цел да подкрепи националистическите консервативни и популистки движения в тези страни. Банън установява връзки с френския Национален фронт, унгарската Фидес, италианската Лега Норд, Алтернатива за Германия, Шведските демократи, Партия на свободата на Австрия, Фламандски интерес, Швейцарската народна партия, Истински финландци, Съюз на независимите социалдемократи, Ликуд и много други партии и движения.
Банън счита, че горепосочените движения, както и държавните лидери в лицето на Шинзо Абе, Нарендра Моди, Владимир Путин, Мохамед бин Салман, Си Дзинпин, Реджеп Ердоган и Доналд Тръмп са част от глобалното пренасочване към национализма.
През август 2020 година Банън е арестуван и заедно с още трима души е обвинен в конспирация за извършване на пощенски измами и пране на пари във връзка с кампанията We Build The Wall. Той се обявява за невинен и ще бъде изправен пред съда през 2021 година.